# 撮像管
撮像管（さつぞうかん）は被写体の像を電気信号に変換するための電子管（撮像素子）である。テレビのプロセスの最初の段階を担う部分であり、固体撮像素子による撮像板に変わるまではビデオカメラの心臓部であった。のちに固体撮像素子が登場し、その後主流は管から板に変わっている。
機能部は真空にした筒状のガラス管に封入されており、先端に配置された撮像面に光学系により被写体の光学像を投影し、光の強弱を電気信号として取り出すものである。光－電気変換には、一般に内部光電効果を応用した光導電膜を用いることが多く、光導電膜の素材により様々な撮像管が開発された。例えば初期の撮像管であるビジコンには三硫化アンチモンを用いたものある。光の強弱によるこの光導電膜の抵抗変化を、撮像管を囲むように配置した偏向コイルなどによって走査される陰極からの電子ビームで外部に読み出すのが基本動作原理である。
世界で初めて作られた撮像管は1927年にフィロ・ファーンズワースが発明したイメージディセクタであり、実用的な撮像管として最初のものは1933年にウラジミール・ツヴォルキンが発明したアイコノスコープである。
撮像管は電子管の一種であることから、CCDやCMOSイメージセンサーなどの固体撮像素子と比べて、性能維持や調整に手間がかかる。また固体撮像素子の品質が向上し、放送用として充分な画質を得られるようになったことから次第に固体撮像素子に置き換わり、現在では高感度暗視カメラなどの特殊な用途のみに使われている。
明るい被写体を撮影すると、コメットテール (Comet Tail) と呼ばれる独特の残像が発生する。

## バリエーション

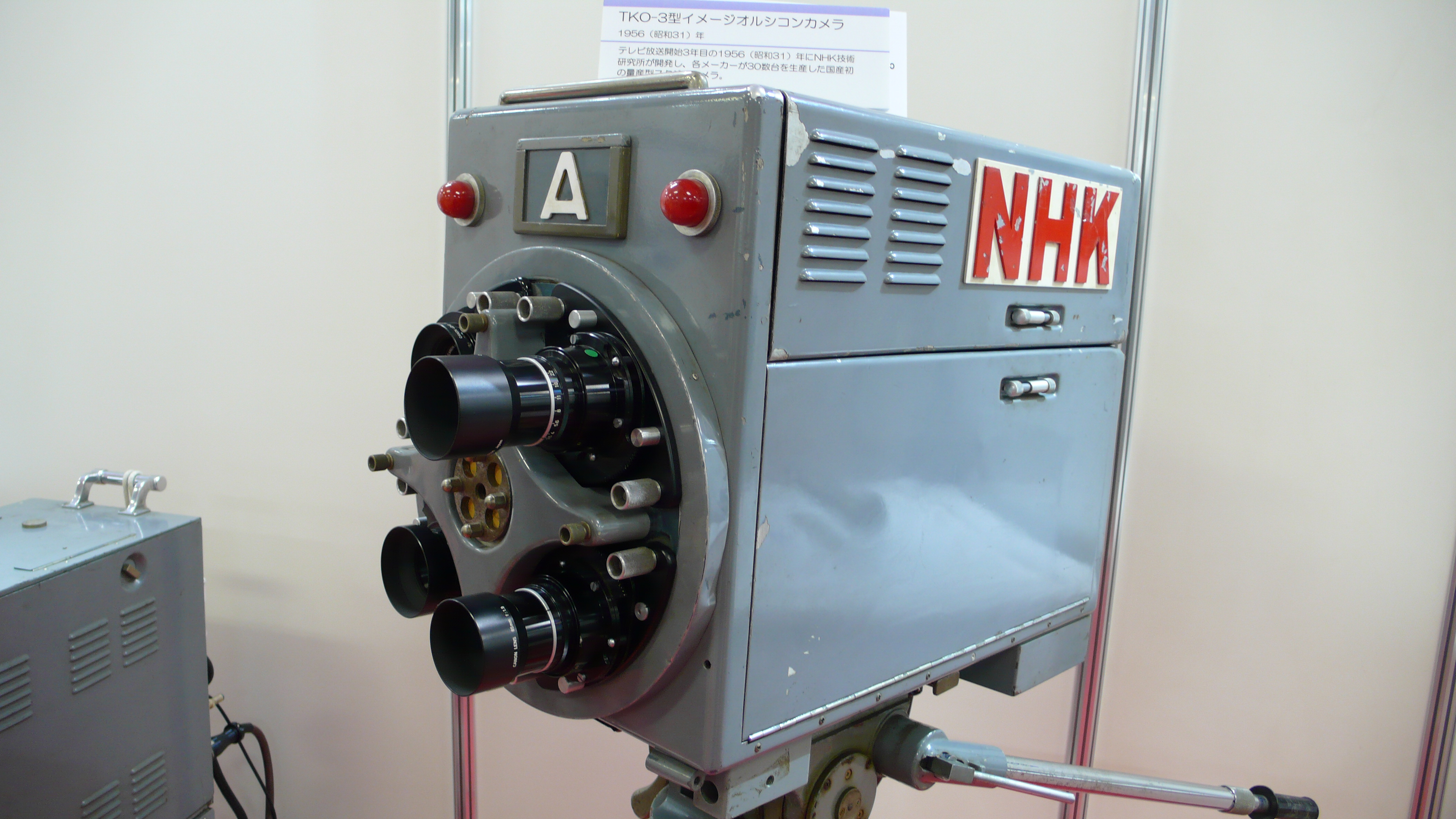
イメージオルシコンカメラ

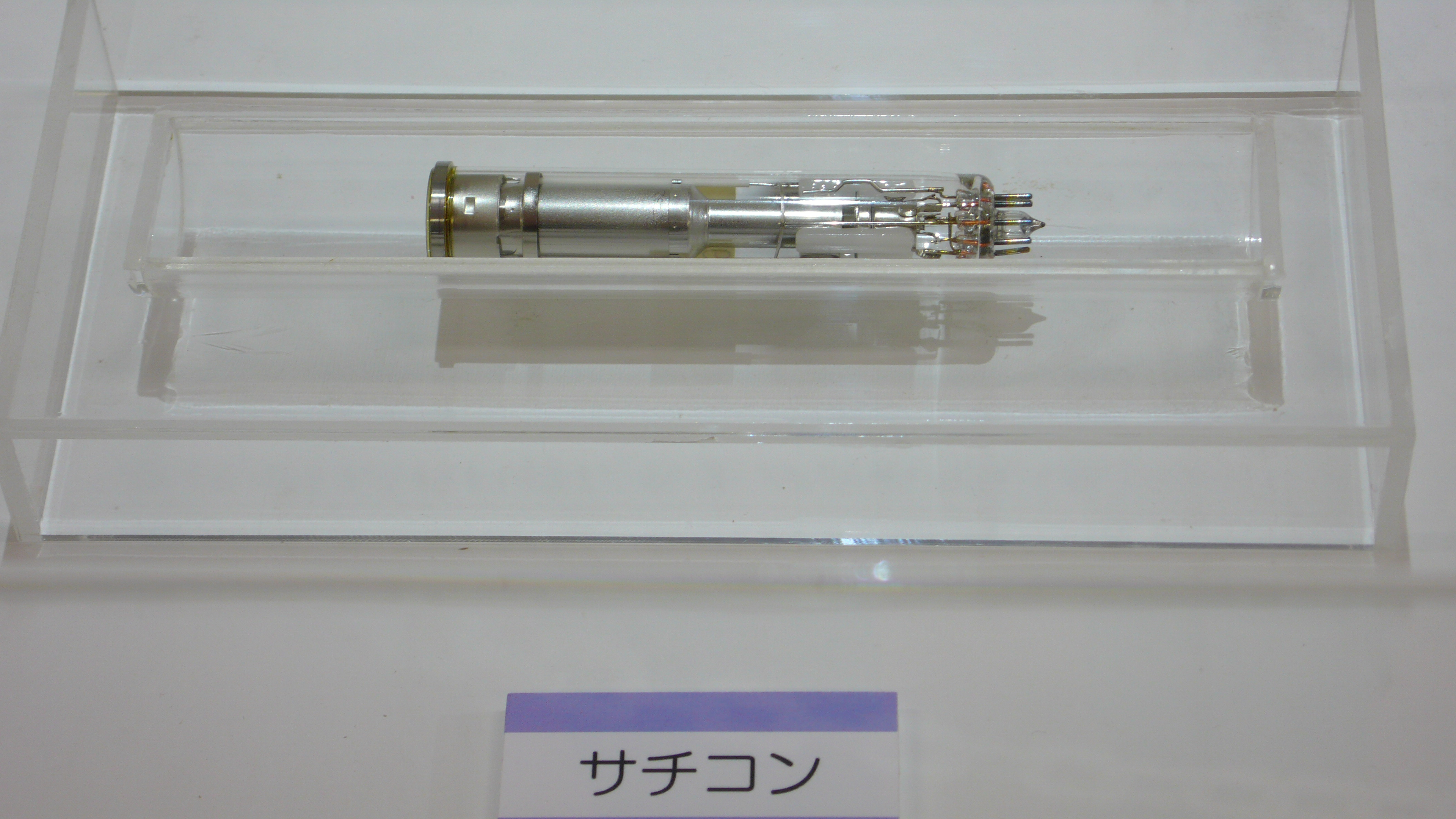
サチコン
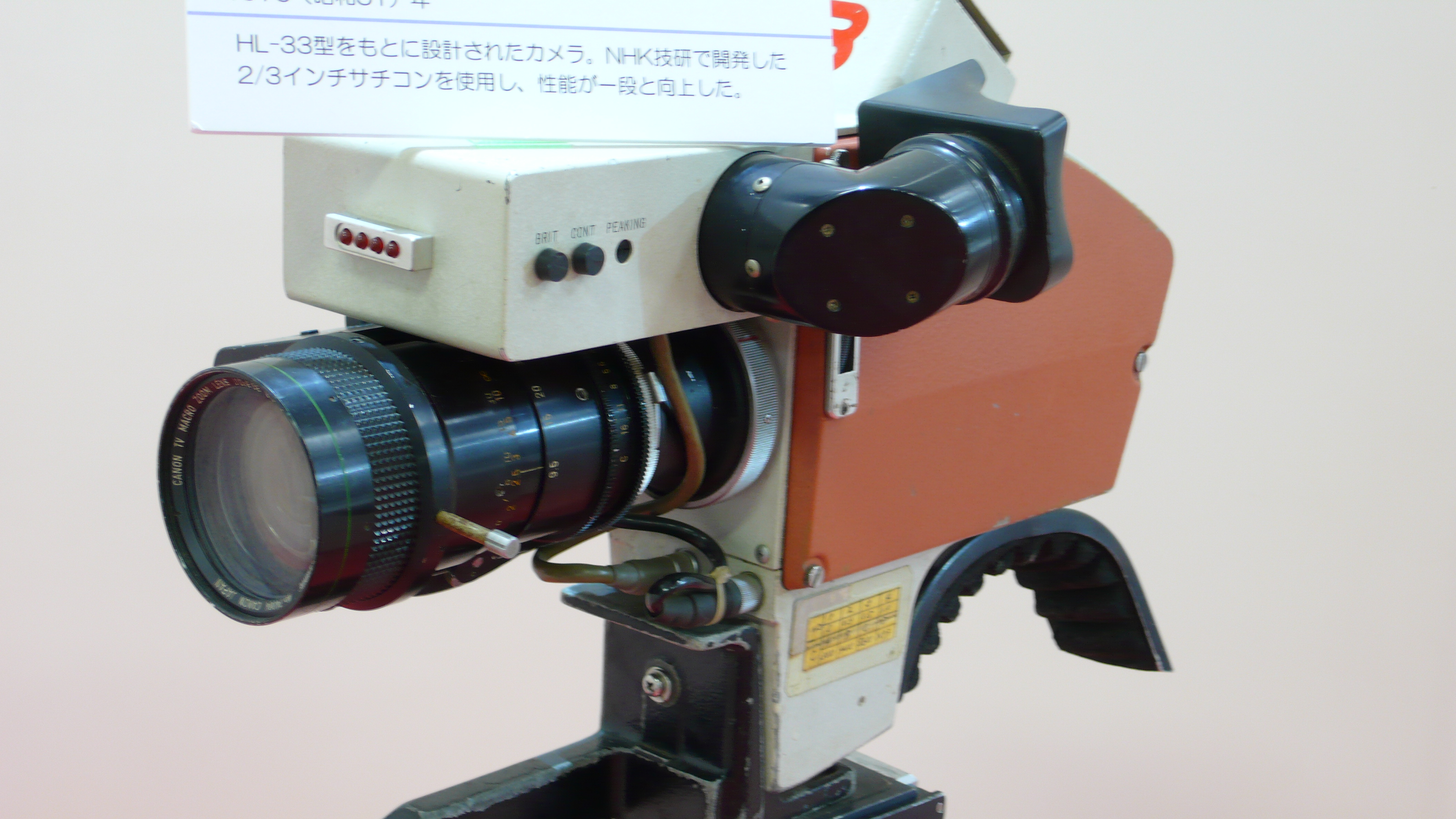
サチコン搭載カメラ

イメージディセクタ (Image Dissector)
1927年にフィロ・ファーンズワース（P. T. Farnsworth ）が発明した世界初の撮像管である。感度が低く実用にはならなかった。
アイコノスコープ (Iconoscope)
ティハニィ・カールマンが電子カメラ管を発明した5年後の1931年、ウラジミール・ツヴォルキン（Vladimir Zworykin ）は画像を光反応物質で捉えることに特化した真空管の特許を出願した。光電面に光が照射されて電荷が生じた所を電子線により走査する事で電荷量に応じた電流が流れることで画素の光の強弱を電気信号に変換する仕組みである。イメージディセクタと比較して約5000ルクスでの撮影が可能と高感度で、容易に鮮明な画像を得ることができた。アイコノスコープは1936年から1946年までのあいだ、イメージオルシコンに置き換えられるまで初期のアメリカでの放送に用いられた。
構造は右図のようになっており、図の右上からレンズを通って入射した画像は光電面に投影される。光量に応じ光電素子のモザイクに電荷が蓄積される。陰極線が光電面を走査すると電荷が放電し、図の左から増幅器へ画素の明るさに応じた電流が流れる仕組みになっている。

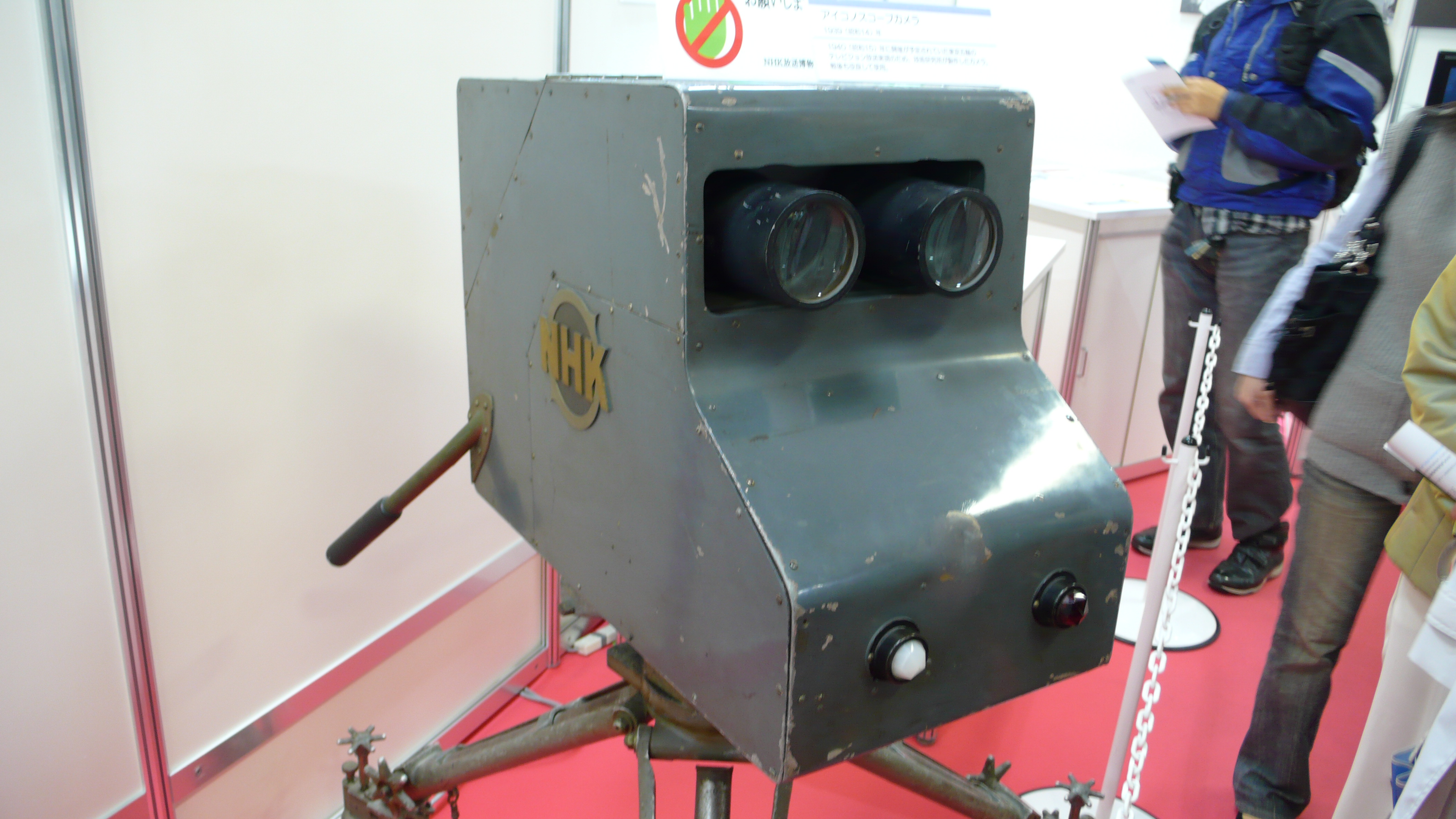
アイコノスコープカメラ
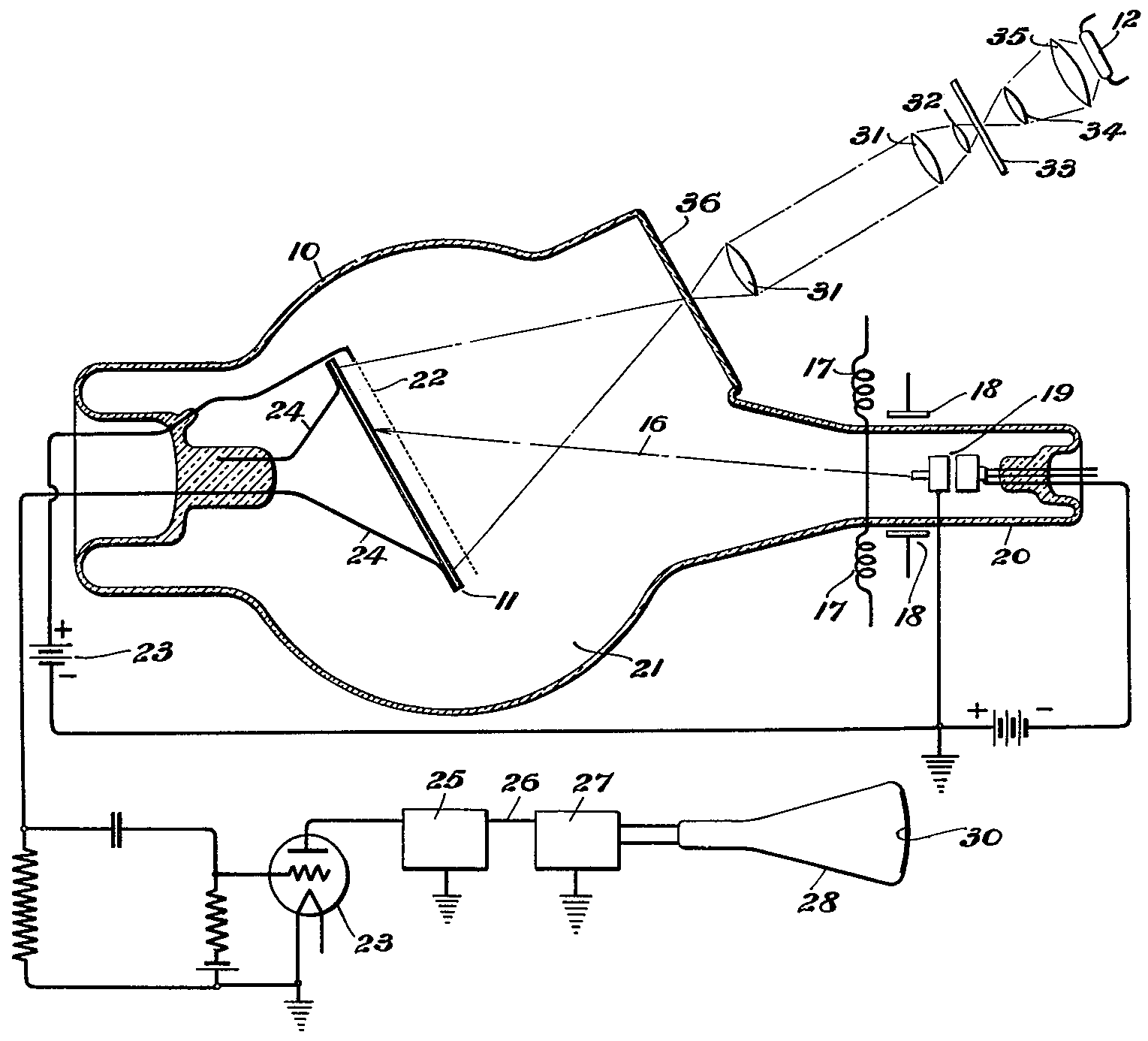
米国公開特許公報記載の、ツヴォルキンのアイコノスコープの図 1931年

イメージオルシコン (Image Orthicon)
イメージディセクタにRCAのアルバート・ローズ (Albert Rose ) 、Paul K. Weimer,とHarold B. Lawが発明したオルシコン技術を組み合わせたもので、1939年から1940年に原型が開発された。その後、アイコノスコープを置換しテレビの分野に大きな影響を与えた。1960年代まで一般的に使用されていた。その名はテレビ普及開始時代の撮像管の代名詞のように扱われる。
業界での愛称が"Immy"で、これを女性化した"Emmy" がアメリカのテレビドラマを始めとする番組のほか、テレビに関連する様々な業績に与えられる賞であるエミー賞の名前の由来である。
- イメージオルシコンカメラ

ビジコン（Vidicon、通称：hivicon tube）
ターゲット材料に光導電体Sb2S3を使用し光導電面に電荷を蓄積する蓄積型撮像管である。1950年代にRCAのPK WeimerとSV ForgueとRR Goodrichによって開発された。当初は光導電体にセレンやシリコンダイオードアレイが使用された。
プランビコン (Plumbicon)
フィリップスの商標である。ビジコンの光電面を酸化鉛 (PbO) としたもの。放送局で使用された。出力は弱かったが、S/N比が優れていた。イメージオルシコンに比べて解像度が優れていたが、輪郭が不自然だった。CBSはプランビコンによって生成された映像の輪郭補正回路を初めて開発した。
プランビコンはサチコンと比べてコメットテールの長さは短く、わずかに高い解像度を有していた。1980年以降、ダイオードガンプランビコンの開発により、双方の性能は放送用レベルの頂点に達した。放送用カメラはCCDにとって代わったが、医療分野では現在もプランビコン管は使用されている。
サチコン (Saticon)
NHK放送技術研究所と日立製作所が開発した。日立とトムソンとソニーの商標である。光電面はセレン砒素テルル（SeAsTe）である。価格はプランビコンと比較しても安価で高性能であったことから、放送用・業務用ビデオカメラにとどまらず、家庭用ビデオカメラや、後述のトリニコンの開発にも貢献した。初期のアナログ・ハイビジョンカメラの撮像部は静電収束・静電偏向(SS)型サチコン管を使用していた。
- サチコン
- サチコン搭載カメラ

Pasecon
Heimannの商標である。光電面はカドミウムセレン (CdSe) 。
ニュービコン (Newvicon)、ニューコスビコン (Newcosvicon)
パナソニックが開発した。高感度が特徴。光電面は亜鉛セレン (ZnSe) 、亜鉛カドミウムテルル (ZnCdTe) 。
トリニコン (Trinicon)
ソニーが開発した。垂直の縞状のRGBフィルターが受光部にあり、赤、緑、青を走査する。放送用のカメラは各色にそれぞれ1本の撮像管を使用していたのに対し、ローエンドのカメラやカムコーダーにはこの1本で3色受け持つトリニコンが使用された。1980年代のDXC-1800やBVP-1に使用された。CCDに切り替わったため使用されなくなった。
イメージインテンシファイア (Image Intensifier、I.I.)
夜間の暗視用として開発された。極微弱な光を検知・増倍して像を得る。光電面はGaAs、GaAsP、InGaAs等が使用される。
ハープ（High-gain Avalanche Rushing amorphous Photoconductor、HARP）
NHK放送技術研究所と日立製作所が開発した超高感度撮像管である。光電面はa-Se。

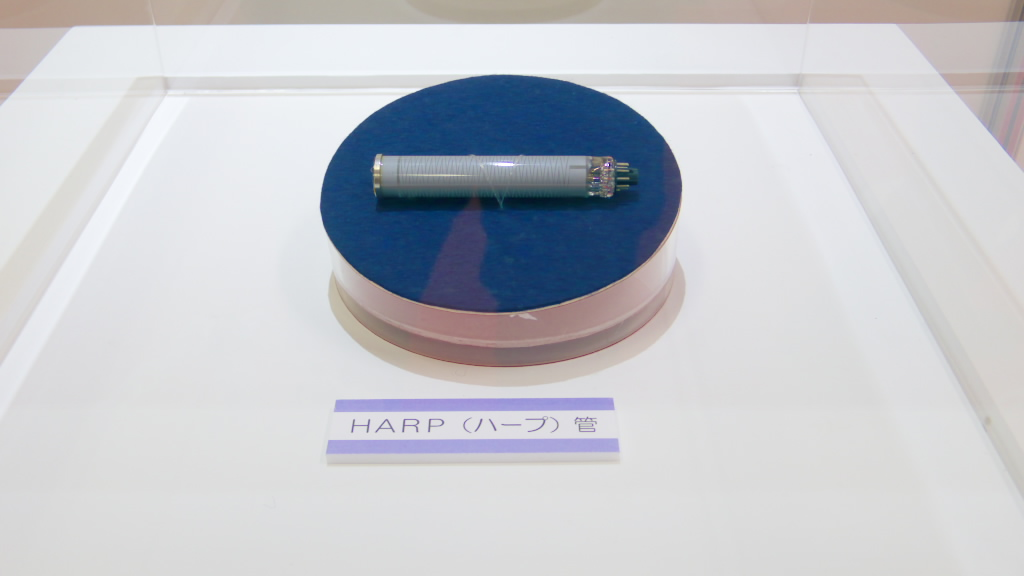
HARP管
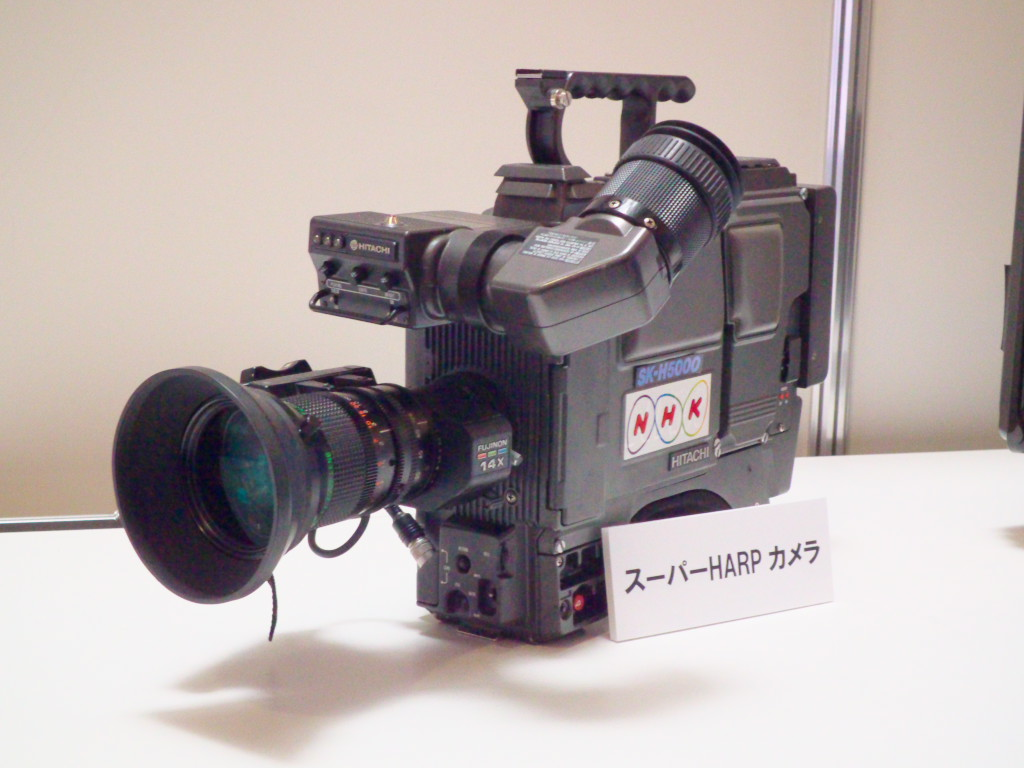
ハイビジョンに対応したスーパーHARPカメラ

HEED-HARP撮像板
上記のHARPにパイオニアが独自開発した「高効率電子放出素子」（High-efficiency Electron Emission Device = HEED〈ヒード〉）を組み合わせた撮像板。